# ريتشارد هارتمان
ريتشارد هارتمان (بالألمانية: Richard Hartmann)‏ هو مهندس ألماني، ولد في 8 نوفمبر 1809 في بار في فرنسا، وتوفي في 16 ديسمبر 1878 في كيمنتس في ألمانيا.